# سرزمین میانه

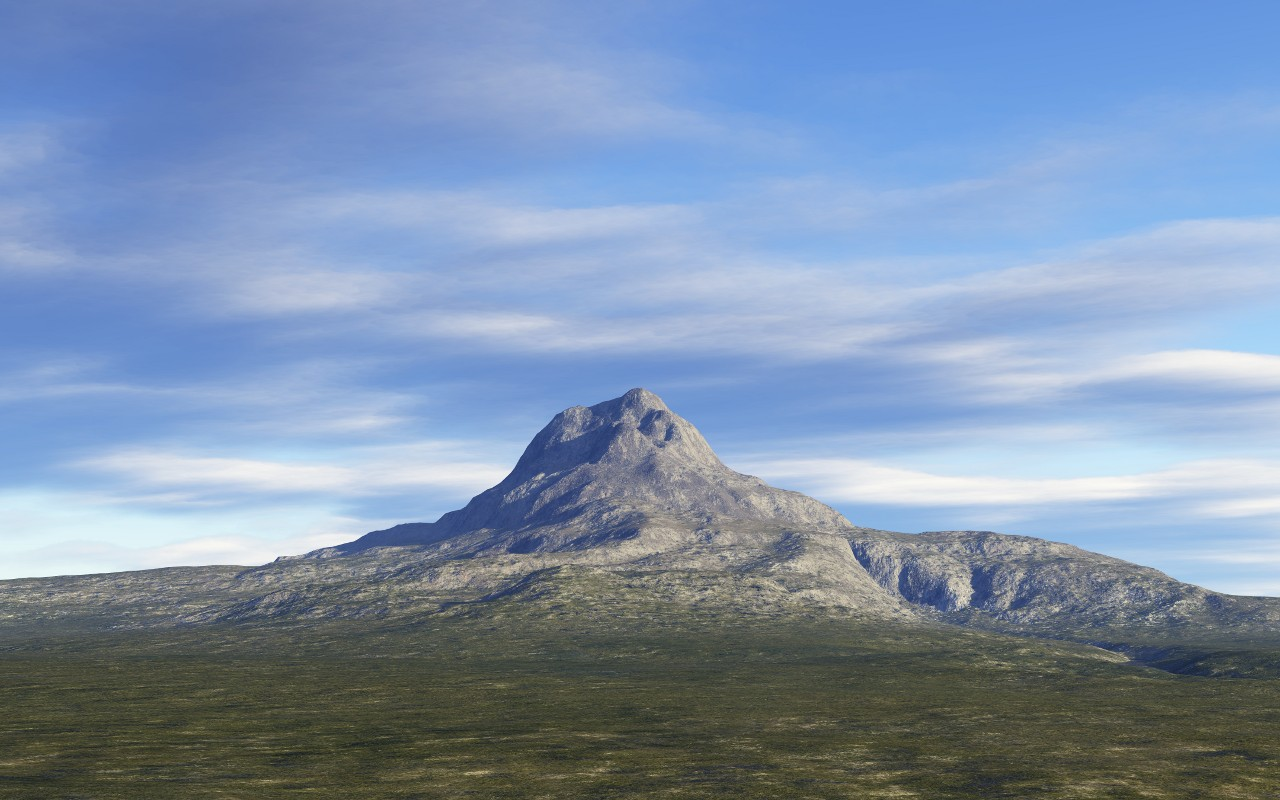
کوهی از سرزمین میانه جی آر آر تالکین

سرزمین میانه یا سرزمین میانی (به انگلیسی: Middle-earth) نام سرزمین‌هایی تخیلی است که بعضی از داستان‌های جی. آر. آر. تالکین در آن اتفاق می‌افتند؛ در مقابل آمان یا سرزمین‌های نامیرا که والاهای فرشته‌سان به همراه بیشتر الف‌های برین در آن‌جا زندگی می‌کنند. این واژه ترجمهٔ لغت انگلیسی میانه middel-erde است (در آلمانی مدرن، mittelerde)؛ که خودِ آن هم از واژهٔ انگلیسی قدیم Middangeard مشتق شده‌است. سرزمین میانه بخشی از دنیای بزرگ‌تری است که آردا نامیده می‌شود.
تالکین گفته‌است که سرزمین میانه او، همان زمین ما است، ولی در زمانی تخیلی پیش از این؛ به‌طوری‌که پایان دوران سوم تقریباً به ۶۰۰۰ سال پیش از زمان خودِ او برمی‌گردد. تاریخ سرزمین میانهِ تالکین به دوره‌هایِ متعددی تقسیم می‌شود. کتاب هابیت و ارباب حلقه‌ها منحصراً با رویدادهای پایان دوران سوم سروکار دارند و در آغاز دوران چهارم به پایان می‌رسند؛ حال آنکه سیلماریلیون بیشتر با دوره نخست سروکار دارد.

## مفاهیم تاریخی
در اسطوره‌های باستانی ژرمن و اسکاندیناوی اعتقاد بر این بود که جهان از نُه «دنیای» مادی ساخته شده که به هم وصل‌اند. ترتیبِ دقیقِ قرار گرفتنِ این دنیاها معلوم نیست، ولی بعضی می‌گویند که هفت دنیا در دریای حائل قرار دارند: سرزمین‌های الف‌ها، کوتوله‌ها، خدایان و غول‌ها. بقیهٔ ادیبانِ اسکاندیناویایی، این هفت دنیا را در آسمان، در میان شاخه‌های ایگدراسیل (درخت خاکستر جهان) قرار می‌دهند. در هر حال، دنیای انسان‌ها -که به نام‌های مختلفی شناخته می‌شود- در مرکز این جهان قرار می‌گیرد، در حالی که بیفروست، پل رنگین کمان از سرزمین میانه به سرزمین خدایان کشیده شده. دوزخ، سرزمین مردگان، زیر سرزمین میانه قرار دارد.

## استفاده به وسیلهٔ تالکین
جان رونالد روئل تاکین مفهوم middangeard را معادل کاربرد خاص واژهٔ یونانی οἰκουμένη -تلفظ: oikoumenē- فرض کرده‌است. با این کاربرد، تالکین می‌گوید که اویکومنه «جایگاه ابدی انسان‌ها» است؛ منظور او این است که سرزمین میانه دنیایی مادی‌ست که انسان زندگی خود را در آن می‌گذراند، در مقابل دنیاهای نادیدنی مثل بهشت و دوزخ.
«سرزمین میانه اختراع خود من... نیست؛ یک نوسازی یا دگرگونی... از یک واژهٔ قدیمی برای دنیای مسکون انسان‌ها است: به این جهت میانه که به گونه‌ای مبهم تصور می‌شود در میانِ دریاهای حائل قرار گرفته‌است؛ و (در پندارهای مردم شمالی) بین یخ در شمال و آتش در جنوب (انگلیسیِ قدیم middan-geard، انگلیسی قرون وسطا midden-erd، middle-erd). به نظر می‌رسد که بسیاری از منتقدان گمان می‌کنند سرزمین میانه سیارهٔ دیگری‌ست!»
تالکین در یک قطعهٔ انگلیسی قدیم که در سال ۱۹۱۴ خواند، به عبارت middangeard برخورد:
éala éarendel engla beorhtast / ofer middangeard monnum sended.
درود بر ائارندل، تابناک‌ترین فرشته / فرو فرستاده بر انسان‌ها، بر فرازِ سرزمینِ میانه
این نقل قول از دومین قسمت باقی‌مانده از اشعار کریست، سرودهٔ Cynewulf است. نام ائارندل الهام بخش تالکین برای انتخاب نام ائارندیل دریانورد بوده‌است. در داستان‌های تالکین دربارهٔ دوران اول دنیای او، ائارندیل از سرزمین میانه رهسپار دریا شد تا از نیروهای آسمانی، والار، درخواست کمک کند. والار او را بعدها به آسمان بردند و او سوار بر کشتی‌اش وینگیلوت آسمان‌ها را مانند ستاره و یک چراغ درخشان می‌پیمود تا انسان‌ها و الف‌ها در سرزمین میانه امیدوار بمانند. قدیمی‌ترین شعر تالکین دربارهٔ ائارندیل، کنارهٔ سرزمین میانه است که در سال ۱۹۱۴، سالی که تالکین اشعار کریست را خواند، سروده شده‌است.
به هر حال، عبارت سرزمینِ میانه نه در نوشته‌های اولیهٔ تالکین دربارهٔ دنیای مخلوق‌اش، یعنی نوشته‌های قبل از دههٔ ۱۹۲۰ -که بعدها در کتاب داستان‌های گم‌شده منتشر شدند- دیده می‌شود و نه در کتاب هابیت. تالکین کاربرد عبارت سرزمینِ میانه را در اواخر دههٔ ۱۹۳۰ آغاز کرد، به جای عبارت‌های قدیمی‌تر «سرزمین‌های بزرگ»، «سرزمین‌های بیرونی» و «سرزمین‌های این‌طرفی» که از آن‌ها برای توصیف این منطقه در داستان‌هایش استفاده می‌کرد. عبارت سرزمین میانه در دست‌نوشته‌های ارباب حلقه‌ها پدیدار شد و نخستین مورد انتشار عبارت سرزمین میانه در کارهای تالکین، در مقدمهٔ همان کتاب است: در واقع هابیت‌ها سال‌های سال در آرامش و سکوت در سرزمین میانه زندگی کردند، پیش از آن که دیگر مردمان حتی از وجود آن‌ها آگاه باشند.

### کاربرد و سوءتفاهم‌ها
همچنین عبارت سرزمین میانه را می‌توان به عنوان اسمِ مستعار برای تمام جهانی که تالکین ساخته‌است، به جای عبارت صحیح‌تر، اما کمتر شناختهٔ آردا به کار برد،البته از آنجایی‌که شخص تالکین علاقه زیادی به اسطوره شناسی ملل بالاخص اساطیر اسکاندیناوی و کتب مقدس دارد،  می‌توان به این مسئله نیز فکر کرد که این سرزمین میانه به نوعی همان میدگارد است و او در علاوه خیال پردازی هایش به نوعی خاص تاریخ را هم روایت می کند . این موضوع همچنین در عنوان کتاب‌هایی مثلِ «راهنمای کامل سرزمین میانه»، «راه سرزمین میانه»، «اطلس سرزمین میانه» و به‌ویژه مجموعهٔ «تاریخ سرزمین میانه» دیده می‌شود که همگی مناطقی را خارج از محدودهٔ جغرافیایی صریح سرزمین میانه می‌پوشانند.
یک دلیل احتمالی برای این موضوع آن است که واژهٔ آردا هیچ‌گاه در معروف‌ترین نوشتهٔ تالکین (ارباب حلقه‌ها) نیامده است. این واژه اولین بار در سیلماریلیون، آن هم پس از سال ۱۹۷۷ شناخته شد.

### جغرافیا
در سرتاسر منظومهٔ افسانهٔ تالکین، سرزمین میانه قسمتی از دنیای مخلوق او یعنی آرداست، که خود آن هم بخشی از دنیای بزرگ‌تری است که ائا نامیده می‌شود.
منظور از سرزمین میانه، به‌طور خاص، خشکی‌های شرق دریای بزرگ (بلگائر) است؛ بنابراین آمان جزو آن نیست، اما هاراد و بقیهٔ سرزمین‌های میرا که در داستان‌های تالکین سخنی از آن‌ها به میان نیامده جزو سرزمین میانه به‌شمار می‌آیند. به هر حال، تالکین هیچ‌گاه جغرافیای دنیای مربوط به کتاب هابیت و ارباب حلقه‌ها را کامل نکرد. در طراحی سرزمین میانه، جلد چهارمِ تاریخ سرزمین میانه کریستوفر تالکین نقشه‌های قابل توجه متعددی را، هم از دنیای تخت اولیه و هم دنیای گرد منتشر کرد که پدرش در اواخر دههٔ ۱۹۳۰ خلق کرده بود. کارن وین فونستاد از روی این نقشه‌ها، نقاشی‌هایی شامل جزئیات، اما غیر متعارف کشید با نام «نقشه‌های کامل دنیا» که دنیایی را نشان می‌دهد که در طول دوره‌های تاریخی شرح داده شده در کتاب‌های سیلماریلیون، هابیت و ارباب حلقه‌ها ثابت و پایدار مانده‌است.
نقشه‌هایی که کریستوفر تالکین و جی. آر. آر. تالکین برای دنیایی که هابیت و ارباب حلقه‌ها در آن اتفاق می‌افتند تهیه کردند، به صورت تصاویری در کتاب هابیت، ارباب حلقه‌ها و سیلماریلیون منتشر شده‌است. تصورات اولیهٔ این نقشه‌ها که در سیلماریلیون و ارباب حلقه‌ها داده شدند، در کتاب‌های مختلفی از جمله نخستین نقشهٔ سیلماریلیون در شکل‌دهی سرزمین میانه، نخستین نقشهٔ ارباب حلقه‌ها در تاریخ ارباب حلقه‌ها (خیانت آیزنگارد)، دومین نقشه (غرب) و دومین نقشه (شرق) در تاریخ ارباب حلقه‌ها (جنگ حلقه) و دومین نقشهٔ سرزمین میانه غرب کوه‌های کبود (که دومین نقشهٔ سیلماریلیون هم نامیده می‌شود) از جنگ جواهرات آمده‌اند.
تالکین در داستان‌هایش نام سرزمین میانه را در زبان‌های الفی کوئنیایی و سینداری به ترتیب به اندور (یا گاهی اندوره) و انور ترجمه کرده‌است. اندور در ابتدا نقشه‌ای متقارن بود که ملکور آن را نابود کرد. تقارن با دو شبه قارهٔ بزرگ تعریف شده بود، یکی در شمال و یکی در جنوب، که هر کدام با دو رشته کوه بلند در شرق و غرب‌شان محدود می‌شدند، و رشته کوه‌ها نامِ رنگ‌ها را به خود گرفته بودند (کوه‌های سپید، کوه‌های کبود، کوه‌های خاکستری و کوه‌های سرخ).
نتیجهٔ کشمکش‌های مختلف با ملکور این بود که شکل سرزمین‌ها پیچیده شد. در ابتدا یک دریاچهٔ تنها بود که در میان آن جزیرهٔ آلمارن قرار داشت که والار در آن ساکن بودند. هنگامی که ملکور چراغ‌های والار را که به دنیا نور می‌دادند نابود کرد، دو دریای پهناور ساخته شد؛ اما آلارمان و دریاچه‌اش نابود شدند. دریای شمالی دریای هلکار شد. سرزمین‌های غرب کوه‌های کبود بلریاند شدند. ملکور کوه‌های مه‌آلود را برافراشت تا مانع پیش‌روی والا اورومه شود که جانوران ملکور را در تاریکی پیش از بیدار شدن الف‌ها شکار می‌کرد.
درگیری‌های خشونت‌بار در هنگام جنگ خشم بین سپاه والاها و ارتش ملکور در پایان دوران نخست باعث نابودی بلریاند شد. همچنین ممکن است دریاچهٔ هلکار هم در این زمان خشک شده باشد.
تالکین در بسیاری از متن‌ها دنیا را صرف نظر از اجرام سماوی مربوط به آن، «آمبار» نامیده است؛ اما در متون متأخرِ پس از «اربابِ حلقه‌ها»، آن را «ایمبار» (منزل، مسکن) هم نامیده‌است. از زمان نابود شدن دو چراغ تا سقوط نومه‌نوری‌ها (در پایان دوران دوم)، آمبار یک «دنیای صاف» بود؛ در آن دوران خشکی‌های مسکون در یک طرف دنیا قرار داشتند. نقشه‌های او یک دنیای بشقاب مانند را نشان می‌دهد که به سوی ستارگان می‌نگرد. یک قارهٔ غربی، آمان، منزل والاها و الداها (منظور الف‌هایی بودند که مهاجرت کردند) بود. خشکی‌های میانه سرزمین میانه نامیده می‌شدند که محل وقوع بیشتر داستان‌های تالکین است. قارهٔ شرقی مسکون نبود.
هنگامی که ملکور دو درخت والاها را مسموم کرد و از آمان به اندور گریخت، والاها خورشید و ماه را خلق کردند که اجسامی جدا از آمبار، اما هنوز جزئی از آردا (قلمرو فرزندان ایلوواتار) بودند. چند سال پس از انتشار ارباب حلقه‌ها، در حاشیه‌ای بر یک داستان یکتا «آترابِت فینرود آه آندرت» (که گفته می‌شود در دوران جنگ جواهرات اتفاق افتاده) تالکین آردا را با منظومهٔ شمسی معادل ساخته؛ زیرا در این دیدگاه آردا را بیش از یک جسم آسمانی تشکیل داده‌اند.
بر اساس آنچه در سیلماریلیون و ارباب حلقه‌ها آمده، هنگامی که آر-فارازون به آمان حمله کرد تا نامیرایی را به زور از والاها بگیرد، آن‌ها سرپرستی جهان را وانهادند و ایلوواتار دخالت کرد: نومه‌نوری را نابود کرد، آمان را از قلمروهای جهان خارج کرد و آمبار را به شکل گرد امروزی آن باز ساخت. در آکالابت آمده که نومه‌نوری‌هایی که از نابودی جان به در بردند، تا جایی که می‌توانستند در جستجوی مسکن باستانی‌شان به سوی غرب کشتی راندند، اما سفرهایشان تنها آن‌ها را به آن جایی بازگرداند که سفرشان را آغاز کرده بودند. بدین ترتیب، پیش از پایانِ دوران دوم تغییرِ حالتِ «زمینِ تخت» به «زمینِ گرد» کامل شده بود.

#### مطابقت با جغرافیای زمین
تالکین منطقه‌ای را که هابیت‌ها در آن زندگی می‌کردند، این گونه توصیف می‌کند: «شمال غربی دنیای قدیم، شرق دریا؛ این نشان دهندهٔ رابطه‌ای با انگلستان و بخش شمال غربی اروپا (دنیای قدیم) است. هرچند همان‌طور که او در نامه‌های خصوصی اشاره کرده، جغرافیای آن‌ها برهم منطبق نیستند و او قصدی برای منطبق کردن آن‌ها برهم در زمان نوشتن نداشته‌است.
من نگران‌ام که شکل جهان در دوران سوم به صورت دراماتیک ساخته شده باشد، نه جغرافیایی یا دیرینه‌شناختی.
... اگر این‌ها تاریخ بود، مشکل می‌شد سرزمین‌ها و رویدادها (یا فرهنگ‌ها) را با مدارک باستان‌شناسی و زمین‌شناسی که دربارهٔ قسمت‌های نزدیک‌تر و دورتر آنچه که امروز اروپا خوانده می‌شود در دست داریم؛ انطباق دهیم. با این همه، صریحاً گفته شده که -به عنوان مثال- شایر در این منطقه قرار داشته‌است.
در نامه‌ای دیگر، او به رابطهٔ عرضِ جغرافیایی اروپا و سرزمینِ میانه اشاره کرده -و نه معادل بودنِ آن‌ها:
ماجرای داستان در شمال غربی سرزمین میانه روی می‌دهد که عرض جغرافیایی آن با سواحل اروپا و کرانه‌هایِ شمالی دریای مدیترانه معادل است... اگر عرض جغرافیایی هابیتون و ریوندل را برابر با آکسفورد بگیریم، میناس‌تیریث، ۶۰۰ مایل (تقریباً ۹۶۵ کیلومتر) به سمت جنوب تقریباً در عرض جغرافیایی فلورانس است. مصب رود آندوین و شهرِ باستانی پلارگیر تقریباً در عرض جغرافیایی تروا قرار می‌گیرند.
به هر حال، او تأیید می‌کند که شایر، سرزمینِ پهلوانان هابیت، نسخه‌ای از انگلستان است:
شایر نسخه‌ای از انگلستان روستایی است، و نه هیچ کشور دیگری در جهان...
تالکین در پیش‌گفتار ارباب حلقه‌ها می‌نویسد:آن روزها، دوران سوم سرزمین میانه، بسیار پیش از این بوده و شکل همهٔ سرزمین‌ها دگرگون شده‌است.

### تاریخچه
در سیلماریلیون، تاریخچهٔ سرزمین میانه به چهار دوران تقسیم می‌شود: آینولینداله، دوران چراغ‌ها، دوران درخت‌ها و دوران خورشید.
در جهان تالکین، خدا را ارو ایلوواتار می‌نامند. در آغاز، ایلوواتار قدیسانی را خلق کرد که آینو نام گرفتند، و به آن‌ها نواختن موسیقی را آموخت. پس‌از آن‌که آینوها در کار خود ماهر شدند، ایلوواتار آنان را امر کرد که آهنگ بزرگی بر اساس موضوعی که نقشهٔ خود او بود، تصنیف کنند. قوی‌ترین آینو، ملکور (که بعداً الف‌ها او را مورگوت یا دشمن تاریک نامیدند)، آهنگ را به هم ریخت. در پاسخ او، ایلوواتار موضوعات جدیدی آغاز کرد که که آهنگ را ورای درک آینوها بالا برد. فراز و فرود آوازِ آن‌ها بخش بزرگی از تاریخ جهانی را که هنوز ساخته نشده بود، و مردمانی را که باید در آن می‌زیستند، بنا نهاد.
آن‌گاه ایلوواتار آهنگ را متوقف کرد و معنای آن را با یک منظره بر آینوها آشکار ساخت. بسیاری از آینوها که به هیجان آمده بودند، میل شدیدی داشتند که در رویدادهای آن دخالت کنند. پس ایلوواتار ائا (کیهان) را خلق کرد و برخی از آینوها به درون کیهان رفتند تا در ساخت آن سهیم باشند. هنگامی که آینوها درون ائا شدند، آن را بی‌شکل یافتند؛ زیرا که آن‌ها در آغاز زمان واردِ آن شده بودند. آینوها این روزگار بی‌نامِ ستارگان که کیهان را تجسم بخشیدند و آن را بسیاری چیزها ورای دسترس انسان انباشتند، کوششِ بسیاری کردند. به هر حال، آینوها به هنگامِ خود آردا را ساختند، جایگاهِ ابدیِ فرزندانِ ایلوواتار، الف‌ها و انسان‌ها. پانزده تن از نیرومندترین آینوها والار نامیده می‌شدند؛ که ملکور قوی‌ترین، اما مانوه پیشواشان بود. والاها در آردا اقامت کردند تا آن را نگهبان باشند و برای برخاستن فرزندان آماده کنند.
آردا یک دنیای تنهای تخت شد که والاها با دو چراغ بسیار بزرگ نورانی‌اش می‌ساختند. ملکور چراغ‌ها را منهدم کرد و تاریکی را به جهان آورد. والاها به کرانه‌های غربی آردا، عقب نشستند و در آن‌جا دو درخت را خلق کردند که خانهٔ تازه‌شان را روشن کنند. پس از عصرهای بسیار، والاها ملکور را هم برای تنبیه و اصلاح خود او و هم برای محافظت از فرزندانی که زمان برخاستن‌شان رسیده بود، زندانی کردند. اما هنگامی که ملکور به قید التزام آزاد شد، دو درخت را مسموم کرد. والاها آخرین میوه‌های زندهٔ درخت‌ها را برداشتند و با استفاده از آن‌ها ماه و خورشید را خلق کردند که بخشی از آردا، اما جدا از آمبار (دنیا) بودند.
پیش از پایان دوره دوم، هنگامی که مردمان نومه‌نور با حیله‌های سائورون، قوی‌ترین خدمتگزار مورگوت و فرماندهٔ ارشد او، علیه والاها شوریدند؛ ایلوواتار نومه‌نوری‌ها را نابود کرد، والینور را از بقیهٔ آردا جدا ساخت و سرزمین‌هایی نو خلق کرد که باعثِ گرد شدنِ دنیا شد.
دوران چراغ‌ها خیلی زود بعد از این که والاها کار ساختن دنیا را تمام کرده بودند، آغاز شد. والاها دو چراغ را برای روشن کردن جهان خلق کردند و والا آئوله برج‌های بلندی ساخت، یکی در دوردست‌ترین جای شمال و دیگری در دورافتاده‌ترین جایِ جنوب. والاها در وسط، در جزیرهٔ آلمارن می‌زیستند. دوران چراغ‌ها با نابودی آن‌ها به دستِ ملکور، به پایان رسید.
آن‌گاه یاوانا دو درخت را در سرزمین آمان خلق کرد، نام‌شان تلپریون و لائورلین بود. درخت‌ها آمان را روشن می‌کردند، حال آن که بقیهٔ آردا در تاریکی بود و تنها با نور ستارگان روشن می‌شد. در آغاز دوران اول الف‌ها در کنار دریاچهٔ کوئی‌ویه‌نن در شرقِ اندور برخاستند و والاها خیلی زود با آن‌ها روبه‌رو شدند. بسیاری از الف‌ها متقاعد شدند که به مهاجرت بزرگ به سوی غرب به آمان تن دهند اما همهٔ آن‌ها به پایان این سفر نرسیدند. والاها ملکور را به بند کشیدند، اما او اظهار پشیمانی کرد و به قید التزام آزاد شد. او بذر دشمنیِ عمیقی را میان الف‌ها کاشت و دو شاهزادهٔ الف فئانور و فین‌گولفین را به رقابت انگیخت. سپس پدر آن دو، شاهفینوه را به قتل رساند و سیلماریلها را که سه شیئ بودند که فئانور ساخته بود و نور دو درخت در آن‌ها بود، از خزانه‌اش به سرقت برد؛ و خود درخت‌ها را به کمک آنگولیانت نابود کرد.
فئانور بیشتر مردم‌اش را که نولدورها بودند قانع کرد آمان را ترک گویند و به تعقیبِ ملکور -که او را نفرین کرد و به نامِ مورگوت خواند- به بلریاند بروند. گروهِ نخست از دو گروهِ نولدوها را فیانور رهبری کرد، و گروهِ بزرگ‌تر را فینگولفین. نولدوها در آلکوآلونده، شهرِ بندریِ تلریها توقف کردند؛ اما تلری‌ها کشتی‌هاشان را به آنان که می‌خواستند به سرزمینِ میانه بروند، ندادند. نخستین خویش‌کُشی الف‌ها آن‌گاه رخ داد که فیانور و بسیاری از افرادش به تلری‌ها هجوم آوردند و کشتی‌هاشان را ربودند. افرادِ فیانور بر کشتی‌های ربوده در دریا راندند و فینگولفین را به جا نهادند. پس برایِ گروهِ دوم راهی نماند جز این که از مسیرِ مهلک هلکاراکسه (یخ‌های تیز) در شمالِ دوردست به سرزمینِ میانه بروند. پس از آن، فیانور توسط بالروگها کشته شد، اما بیشترِ پسران‌اش جان به در بردند و قلمروهایی بنا نهادند؛ فیلگولفین و آنان که از نسلِ او بودند هم چنین کردند.
سال‌هایِ خورشید هنگامی آغاز شد که والاها خورشید را ساختند و آن را بر فرازِ جهان، ایمبار برافراشتند. پس از نبردهای بزرگِ بسیار، آرامشی طولانی برقرار شد که چهارصد سال طول کشید و در طولِ آن نخستین انسان‌ها، اداین، با گذشتن از کوه‌هایِ کبود به بلریاند درآمدند. هنگامی که مورگوت محاصرهٔ آنگباند را شکست، قلمروهایِ پادشاهی الفی، حتی شهرِ پنهانِ گوندولین، یکی پس از دیگری سقوط کردند. تنها پیروزیِ قابلِ توجه الف‌ها و انسان‌ها آن بود که برن از اداین و لوتین دخترِ تین‌گول و ملیان یک سیلماریل را از تاجِ مورگوت پس گرفتند. پس از آن، برن و لوتین در گذشتند و والاها آنان را به زندگی بازگرداندند، با این توافق که لوتین میرا باشد و دیگر هیچ انسانی برن را نبیند.
تین‌گول با دورف‌هایِ نوگرود درافتاد و آنان او را کشتند و سیلماریل را به سرقت بردند. با کمکِ انت‌ها، برن در کمینِ کوتوله‌ها نشست و سیلماریل را پس گرفت و به لوتین داد. خیلی زود، برن و لوتین دوباره مردند و سیلماریل به پسرِ آن‌ها، دیور نیمه‌الفی که پادشاهیِ دوریات را احیا کرده بود سپرده شد. پسرانِ فیانور درخواست کردند که دیور سیلماریل را به آن‌ها واگذارد، اما او نپذیرفت. فیانوری‌ها دوریات را نابود کردند و دیور را در دومین خویش‌کشیِ الف‌ها به قتل رساندند، اما دخترِ جوانِ دیور، الوینگ با جواهر گریخت. سه تن از پسرانِ فیانور -کِله‌گورم، کوروفین و کارانتیر- در تلاش برای پس گرفتنِ جواهر، جان دادند.
در پایانِ این دوران، همهٔ آنچه از الف‌ها و انسان‌هایِ آزادِ بلریاند مانده بود، زیستگاهی بود در دهانهٔ رود سیریون، و ائارندیل که الوینگ را به همسری گرفت در میانِ آنان بود. پس فیانوری‌ها دوباره درخواست کردند که سیلماریل به آنان بازگردانده شود و پس از آن که درخواست‌شان رد شد، تصمیم گرفتند که جواهر را به زور پس بگیرند؛ و نتیجهٔ آن سومین خویش‌کشی بود. ائارندیل و الوینگ گریختند و سیلماریل را از دریای بزرگ گذراندند تا از والاها طلبِ بخشایش و یاری کنند. والاها پاسخ گفتند. ملکور اسیر شد و بسیاری از ساخته‌هایش تخریب شدند و خودش به بیرون از مرزهای جهان، به درونِ دروازهٔ تاریکی افکنده شد.
سیلماریل‌ها با بهایی گزاف پس گرفته شده بودند، به‌طوری‌که بلریاند تکه‌تکه شده و در حالِ غرق شدن در دریا بود. به آخرین پسرانِ باقی‌ماندهٔ فیانور، مائدروس و ماگلور فرمان داده شد که به والینور بازگردند. آن‌ها دست به ربودنِ سیلماریل‌ها از قاصد والاهایِ پیروز زدند، اما جواهرها دستِ آنان را هم به مانندِ ملکور سوزاندند و دریافتند که شایستهٔ در اختیار داشتنِ سیلماریل‌ها نبوده‌اند و سوگند پوچ و بیهوده بوده‌است. هر کدام از آن دو برادر به بختِ خود رسید: مائدروس خود را با یک سیلماریل در گودالی پر از آتش انداخت و ماگلور سیلماریل‌اش را به دریا افکند. بدین‌سان، فرجامِ کارِ یک سیلماریل که ائارندیل نگهدارش بود، در آسمان بود؛ دومی در اعماق زمین و سومی در دریا.
بدین‌سان دوران دوم آغاز شد. جزیرهٔ نومه‌نور نزدیکِ غربِ دریای بزرگ به اداین داده شد که خانه‌شان باشد، در همان حال بسیاری از الف‌ها در غرب پذیرفته شدند. نومه‌نوری‌ها با عمرِ طولانی که والاها به آنان دادند، متبرک شدند؛ عمری که سه برابرِ انسان‌های دون‌پایه بود. آنان دریانوردانِ بزرگی شدند و در دورانِ شکوه‌شان به سرزمینِ میانه آمدند و به انسان‌هایِ دون‌پایه حرفه‌های بسیاری آموختند. با این حال، آن‌ها به خویشاوندانِ نامیراشان، الف‌ها، حسادت می‌ورزیدند. در اوجِ توانِ نظامی (اگر نه خرد و حکمت) نومه‌نوری‌ها به جایِ کمک کردن به مردمِ سرزمینِ میانه، بر آن‌ها حکم می‌راندند. پس از چند قرن سائورون، خادمِ ارشد مورگوت در سرزمین‌های شرقی شروع به گرد آوردنِ موجوداتِ اهریمنی کرد. او الف‌های آهنگر را در اره‌گیون متقاعد کرد که حلقه‌هایِ قدرت را بسازند و مخفیانه حلقهٔ یگانه را برای حکم راندن بر دیگر حلقه‌ها ساخت. اما الف‌ها به محضِ این که سائورون آن حلقه را در دست‌اش قرار داد، از نقشه‌اش آگاه شدند و پیش از آن که او بتواند بر اراده‌شان حاکم شود، حلقه‌ها را درآوردند. در این مدت سایه بر نومه‌نور افتاده بود، زیرا شاهان چون گذشته نبودند و پس از آن که به اندازهٔ کافی زیستند، دل از زندگی بر نمی‌گرفتند؛ بل حریصانه به آن می‌چسبیدند. نومه‌نوری‌ها که در گذشته شکرگزارِ والاها و ارو بودند، اکنون در پرداختِ پیش‌کشِ غفلت می‌کردند، در حالی که بیش از پیش از بابتِ سرنوشتِ انسان‌ها و بلایِ میرایی بی‌قرار شده بودند. بینِ مردمِ نومه‌نور دودستگی افتاد: جانبدارانِ پادشاه، که قدرت و سلطهٔ نومه‌نور را افزون‌تر می‌خواستند و احترام‌شان به الف‌ها و والاها کاسته بود؛ و وفاداران، که ارتباط‌شان را با الف‌ها حفظ کرده بودند و هنوز مطیعِ فرمان‌های ارو بودند.
سائورون با نیرویِ تازه‌ای که گرفته بود و با تسلطِ گسترده‌اش بر سرزمینِ میانه، ادعای پادشاهی بر انسان‌ها کرد. آر-فارازون، آخرین شاهِ نومه‌نور که گمان می‌کرد کسی جز او لایقِ این عنوان نیست، به سرزمینِ میانه لشکر کشید تا بر ادعای سائورون بشورد. سائورون که می‌دید نیرویِ نومه‌نور در اوج خود است، دریافت که تابِ ایستادن در برابرشان را ندارد. این شد که خود را تسلیم کرد تا به اسارت به نومه‌نور برده شود. به زودی، نیرنگِ سائورون و گفته‌هایِ زیبایش بر شاه کارگر افتاد. او به دروغ به پادشاه گفت که ملکور، اربابِ تاریکی خدای واقعی‌ست و ارو را والاها از خودشان ساخته‌اند. بدین‌سان، تعقیبِ وفاداران آغاز شد و آن‌ها را برای ملکور قربانی می‌کردند. سرانجام، چون آر-فارازون به سنِ پیری رسید، سائورون که از نیروی حلقهٔ یگانه سود می‌جُست به پادشاه گفت که هیچ‌کس، حتی والاهای والینور تابِ هم‌آوردی قدرتِ نومه‌نور را ندارد، و شاه باید به والینور لشکر کشد و با پای نهادن بر سرزمین‌هایِ نامیرا؛ به زندگیِ جاودان دست یابد. آر-فارازون که از مرگ می‌هراسید، ناوگانی عظیم فراهم آورد و به سرزمین‌هایِ نامیرا لشکر کشید. آمان‌دیل، پیشوایِ آن‌هایی که هنوز به والاها وفادار بودند، به یادِ ائارندیل افتاد که نماینده شده و در جستجویِ رحم و شفقتِ والاها به دریازده بود. او برای پنهان کردنِ مقصودِ خود، ابتدا به شرق کشتی راند و پس از آن به غرب، اما هرگز خبری از او باز نیامد. پسرِ او الندیل و نوه‌هایش ایسیلدور و آناریون، وفاداران را از جنگی که در شرفِ روی دادن بود بر کنار داشتند و آمادهٔ گریختن با کشتی شدند.
هنگامی که افرادِ پادشاه بر ساحلِ آمان فرود آمدند، والاها از ایلوواتار خواستند که دخالت کند. دنیا دگرگون شد و آمان از ایمبار جدا شد. از آن پس، انسان‌ها دیگر نتوانستند آمان را بیابند، اما الف‌هایی که در کشتی‌های مقدس به دنبالِ راهِ عبور بودند، مرحمت افتادن در راهِ مستقیم نصیب‌شان می‌شد؛ راهی که از دریاهایِ سرزمینِ میانه به دریاهای آمان می‌رسید. سپاهِ نیرومندِ آر-فارازون و سرزمینِ نومه‌نور به کلی نابود شدند، جسمِ زیبا و فریبندهٔ سائورون هم به همین سرنوشت دچار شد، اما روح‌اش زنده ماند و به سرزمینِ میانه گریخت. الندیل و پسران‌اش هم به اندور گریختند و قلمروهای گاندور و آرنور را بنا نهادند.
سائورون به زودی جانِ دوباره گرفت، اما الف‌ها با انسان‌ها متحد شدند و آخرین اتحاد را ترتیب دادند. سائورون مغلوب شد. گیل-گالاد شاهنشاهِ الف‌ها، الندیل فرمان‌روایِ گاندور و آرنور، و آناریون پسرِ الندیل کشته شدند؛ اما هنگامی که به نظر می‌رسید تمامِ امیدها بر باد رفته‌است، پسرِ دیگرِ او، ایسیلدور شمشیرِ پدر را برداشت و حلقهٔ یگانه را از از دستِ سائورون برید و جدا کرد؛ بدین‌سان، سائورون را به زیر آورد و پیروزی نصیب‌اش شد و آرامش تا مدتی برقرار بود. اما ایسیلدور، بر خلافِ همهٔ توصیه‌ها، نپذیرفت که حلقهٔ یگانه را در گدازه‌هایِ کوه هلاکت نابود کند و آن را به عنوانِ خون‌بهای پدر و برادرش برداشت. به هر حال، حلقه خیلی زود به او خیانت کرد، و او را که در دشتِ شادان به کمینِ اُرکها افتاده بود وا گذاشت؛ ایسیلدور کشته شد و حلقه در رود آندوین مدت‌ها پنهان ماند.
دوران سوم شاهدِ صعودِ قدرتِ قلمروهای آرنور و گاندور، و افولِ آن‌ها بود. در زمانِ «اربابِ حلقه‌ها» سائورون بخشِ اعظمِ قدرتِ پیشینِ خود را بازیافته بود و به دنبالِ حلقهٔ یگانه می‌گشت. او باخبر شد که حلقه در تصرفِ یک هابیت است و نُه شبح حلقه را فرستاد تا آن را باز پس گیرند. حاملِ حلقه، فرودو بگینز به ریوندل سفر کرد و در آنجا تصمیم بر آن شد که حلقه به تنها راهِ ممکن که انداختنِ آن در گدازه‌های کوهِ هلاکت بود، نابود شود. فرودو مأموریت را با هشت همراه که یارانِ حلقه نامیده شدند، آغاز کرد. او در لحظهٔ آخر کم آورد، اما حلقه با دخالتِ گالوم -که با گذشت و ترحمِ فرودو و بیلبو بگینز زنده مانده بود- به هر حال نابود شد. فرودو با همراه‌اش سَم گمجی مانندِ قهرمانان موردِ احترام قرار گرفت. سائورون برای همیشه نابود شد و روح‌اش پراکنده گشت.
پایانِ دوران سوم پایانِ دورانِ تسلطِ الف‌ها و آغازِ دورانِ برتریِ انسان‌ها بود. هنگامی که دورانِ چهارم آغاز شد، بسیاری از الف‌ها که در سرزمینِ میانه می‌زیستند، به سفری بی‌بازگشت به والینور رفتند. آن‌ها که به جا ماندند، «محو» شدند و نقصان یافتند. دورف‌ها هم سرانجام مانندِ آن‌ها تحلیل رفتند و تعدادِ زیادی‌شان به موریا بازگشتند و آنجا را از نو مسکون ساختند. در دورهٔ اقتدارِ شاه اله‌سار (آراگورن آرته‌داینی) صلح و آرامش میانِ گاندور و سرزمین‌های شرقی و جنوبی احیا شد.

### زبان‌ها
تالکین دو زبان اصلی الفی اختراع کرد که ما بعدها آن‌ها را به این نام‌ها شناختیم: کوئنیا که وانیار، نولدور و بعضی از تله‌ری به آن صحبت می‌کردند و زبان سینداری که زبانِ سیندارها بود، الف‌هایی که در بلریاند ساکن بودند. این زبان‌ها خویشاوند بودند و وجود یک نوع الدایی مشترک که جد این زبان‌ها بود، مسلّم است. تالکین نسبت کوئنیا را به سیندارین مانند زبان لاتین به زبان رایج دانسته‌است.
دیگر زبان‌هایِ دنیا عبارت بودند از:
- آدوانیک که مردمانِ نومه‌نور بدان تکلم می‌کردند.
- زبان تاریک که سائورون آن را برای تکلمِ بردگان‌اش ساخت.
- خوزدول که دورف‌ها بدان تکلم می‌کردند.
- روهیریک که زبان روهیریم بود. در ارباب حلقه‌ها با انگلیسی قدیم نشان داده شده.
- وسترون یا زبان مشترک که با انگلیسی معادل شده.
- والایی که زبانِ والاها بود.

## یادداشت ها
1. ↑  (Carpenter 2023، #211 to Rhona Beare, 14 October 1958, last footnote)
2. ↑  (Tolkien 1977), Ch. 3 "Of the Coming of the Elves and the Captivity of Melkor"
3. ↑  (Tolkien 1977), "Of the Rings of Power and the Third Age"
4. ↑  (Carpenter 2023، #165 to the Houghton Mifflin Co., 30 June 1955)